# 신지윤
신지윤(2002년 3월 2일 ~ )은 대한민국의 가수로 걸 그룹 위클리의 전 멤버이다.

## 직업

### 2017년: 믹스나인
2017년 10월 신지윤은 페이브 엔터테인먼트를 대표하는 서바이벌 믹스나인에 합류했다. 방송에서 그는 44위를 기록했다.

### 2017년: 페이브걸스
2018년 10월 24일 페이브걸스의 네 번째 멤버로 소개되었다. 2018년 11월 그와 다른 팀원들은 "We?"라는 제목의 프리쇼 공연을 펼쳤다.

### 2020년: 위클리
2020년 5월 11일 걸그룹 위클리의 프로필 사진이 공개됐다.

## 개인 생활

### 건강
2021년 8월 1일 플레이엠 엔터테인먼트는 지윤이 스트레스와 반복되는 불안 장애로 인해 모든 그룹 활동을 중단한다고 밝혔다.
2021년 12월 14일 IST 엔터테인먼트는 지윤이 12월 15일 활동을 중단하고 컴백한다고 밝혔다.
2022년 2월 28일 IST 엔터테인먼트는 지윤이 플레이 게임: 어웨이크 앨범 준비 과정에서 극도의 긴장과 불안을 겪었다고 전했다. 지윤과 그녀의 가족, 그리고 전문의와 심도 있는 대화 끝에 그녀에게 더 좋을 것이라고 결정했다.
2022년 6월 1일 IST 엔터테인먼트는 지윤이 팀에서 탈퇴하고 위클리가 6인 체제로 활동을 재개한다고 밝혔다.

## 필모그래피

### TV쇼
| 년도 | 제목     | 회로망 | 역할   | 메모   | Ref.   |
| ---- | -------- | ------ | ------ | ------ | ------ |
| 2017 | 믹스나인 | JTBC   | 경기자 | 정회원 | [ 12 ] |

### 웹쇼
| 년도 | 제목         | 플랫폼                   | 역할            | 메모    | Ref.   |
| ---- | ------------ | ------------------------ | --------------- | ------- | ------ |
| 2021 | Village Toon | wavve                    | 박소은의 정회원 | Ep. 1-6 |        |
| 2021 | 신!아나바다  | 유튜브 (뉴노멀 프로젝트) | 주최자          |         | [ 13 ] |

## 노래 크레딧
모든 노래 크레딧은 달리 명시되지 않는 한 한국음악저작권협회 데이터베이스에서 발췌했다.
| 년도 | 노래             | 아티스트 | 앨범             | 가사     | 가사                              | 음악     | 음악       |
| 년도 | 노래             | 아티스트 | 앨범             | Credited | With                              | Credited | With       |
| ---- | ---------------- | -------- | ---------------- | -------- | --------------------------------- | -------- | ---------- |
| 2020 | "Reality"        | 위클리   | We Are           | 예       | -                                 | 예       | BLUERHYTHM |
| 2020 | "Weeekly Day"    | 위클리   | We Are           | 예       | -                                 | 예       | MARCO      |
| 2020 | "붐치키"         | 위클리   | 내꿈은라이언 OST | 예       | Good Choice, 김승수, 이시우, YONG | 아니요   | 빈칸       |
| 2020 | "My Earth"       | 위클리   | We Can           | 예       | -                                 | 예       | BLUERHYTHM |
| 2020 | "월화수목금토일" | 위클리   | We Can           | 예       | -                                 | 아니요   | 빈칸       |
| 2021 | "Lucky"          | 위클리   | We Play          | 예       | -                                 | 예       | BLUERYTHM  |
| 2021 | "놀러와"         | 위클리   | 슈앤트리시그널송 | 예       | 먼데이                            | 예       | BLUERYTHM  |